# Skrá
Skrá är en ort i Grekland.   Den ligger i prefekturen Nomós Kilkís och regionen Mellersta Makedonien, i den norra delen av landet, 400 km norr om huvudstaden Aten. Skrá ligger 533 meter över havet och antalet invånare är 246.
Terrängen runt Skrá är huvudsakligen kuperad, men söderut är den bergig. Runt Skrá är det ganska glesbefolkat, med 21 invånare per kvadratkilometer. Närmaste större samhälle är Polýkastro, 19,1 km sydost om Skrá. I omgivningarna runt Skrá växer i huvudsak blandskog.